# マンゴー娘
マンゴー娘（マンゴーむすめ）は日本のポップユニット。2007年ビクターエンタテインメントよりデビュー。

## メンバー
- そのままマンゴー（ボーカル）ロリポップボイス　年齢：（食べごろ）・血液型：（オレンジ型）

- カットマンゴー（ボーカル）歌謡演歌節ボイス　年齢：（熟れごろ）・血液型：（赤完熟型）

## ディスコグラフィー

### シングル
1. マンゴー娘のタンゴ♪（2007年6月21日）
  1. マンゴー娘のタンゴ♪
  2. 南の国からこんにちは!<マンゴー生い立ち編>
  3. マンゴー娘のタンゴ♪(カラオケ)
  4. 南の国からこんにちは!<マンゴー生い立ち編>(カラオケ)

作詞:おきょん、作曲:みほちる、編曲：ウルティモグリフォン